# Ordre du Lion et du Soleil
Pour les articles homonymes, voir Ordre du Lion et Ordre du Soleil (homonymie).
L’ordre du Lion et du Soleil est une décoration honorifique perse de la dynastie Qajar (1786-1925). Sous la dynastie Pahlavi (1925-1979), en 1939, l’insigne est repris et, modifié, devient l’ordre du Homayoun.

## Histoire

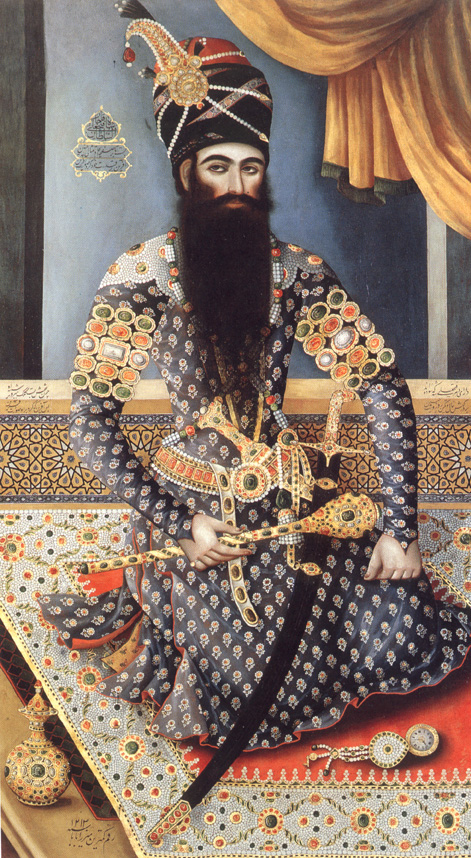
Fath Ali Shah

Le traité de Finkenstein est signé entre la France et la Perse le 4 mai 1807.
- L’ordre du Soleil ((fa) : Nishan-i-Khurshid) est fondé en 1807 par Fath Ali Shah Qajar. Cette décoration d'honneur est créée pour le général Gardanne[1] qui la reçoit en tant que Khan en décembre 1807, elle comporte alors trois classes, et n'est réservée qu'aux étrangers. Elle est encore décernée sous le règne du prince héritier Abbas Mirza aux environs de 1820. Celui-ci dessine une nouvelle version sur les médaillons militaires Qajars, qui sera décernée durant le reste de la dynastie.
- L’ordre impérial du Lion et du Soleil ((fa) شیر و خورشید - Nishan-i-Shir u Khurshid) est créé en 1808, toujours par Fath Ali Shah Qajar[2], pour honorer le Major-Général Malcolm de son cadeau de la pomme de terre[3], et comme il refuse l'ordre du Soleil, l'assimilant à la France (guerre), il se voit présenter un lion couchant et soleil[4] avec les titres de Khan et Sepahdar en 1810, et reçoit les honneurs du chevalier le 15 décembre 1812[5]. L'ordre, qui est composé de trois classes, est un prix d'honneur offert aux étrangers ayant rendu d'importants services à la Perse. Les Musulmans n'y ont pas accès[6].

Le 4 mai 1814, Fath Ali Shah Qajar impose une limite à 12, pour la distribution de la 1re classe. Le lion et le Soleil sont modifiés. Appelé également ordre Şir-i Hurşid en Turquie, ce motif du lion et du Soleil date de l'Antiquité et a été utilisé sur les pièces du Sultan Gıyaseddin II, ainsi que shir-u- khurshid par les Mughal.
Le lion et le soleil est l'emblème national de la Perse en 1576, jusqu'à la révolution en Iran, en 1979.
En 1836, Mohammad Shah Qajar confirme les divisions militaire (Nishan-i-shuja'at) et civile (Nishan-i-hormat), il apporte des changements dans la distribution, avec un nombre de huit classes, elles-mêmes divisées en degrés, et ajoute des couleurs de rubans. L'insigne de la division militaire 1re classe, est composé de diamants, celui du civil est réservé à de hauts personnages (Persans et étrangers), dont l'étoile est incrustée d'une variété de pierres précieuses, selon le rang et l'action récompensée, par des émeraudes, des rubis ou des topazes. Le lion est représenté debout tenant un sabre.
En 1856, Nasseredin Shah remplace les récompenses luxueuses par des insignes en argent, ajoute une classe supplémentaire, soit neuf, et une petite couronne Qajar orne le médaillon ; les rubans sont au nombre de huit.
- L'ordre impérial des Aqdas (Nishan-i-Agdas) est créé par Nasseredin Shah en 1870. Il est luxueux et comprend trois classes, dont la 1re, qui à 2 degrés, n'est offerte qu'aux souverains étrangers importants, et, princes de famille impériale, ministres, et autres hauts rangs. La 2e classe est réservée aux fonctionnaires distingués de l'État, et grands commandants des armées. La 3e classe honore les autres fonctionnaires distingués de l'État, les majors-généraux, et autres gouverneurs de provinces. L'Ordre est en cours jusqu'à la fin de la dynastie Qajar, dont Reza Khan est l'un des derniers bénéficiaires 1re classe.

En 1872, le vizir Mirza Hosein Khan Moshir od-Dowleh établit cinq classes de l'ordre du Lion et du Soleil, selon les normes de port de la Légion d'honneur. La petite couronne disparait, il n'y a plus de différences entre les récompenses étrangères et perses, et les huit couleurs de rubans des divisions militaire et civile subsistent, le vert étant réservé aux étrangers.
- L'ordre de la Couronne, est créé par Mozaffaredin Shah en 1900, comme complément de l'ordre du Soleil et du Lion.

En 1925, l'ordre du Soleil et du Lion n'est plus considéré. En Russie, il est relativement facile, pour des responsables russes, soldats, ou marchands, d'obtenir l'Ordre en achetant le brevet auprès de consul perse, ce qui entraîne la dépréciation du prix aux yeux de la société russe.
- L'ordre du Homayoun (Nishan-i-Humayun), ou Ordre impérial, est instauré par Reza Khan le 15 février 1939, il réactualise et renomme lordre du Lion et du Soleil, qui continue à exister au début de la dynastie, mais devient obsolète par son abondante distribution. Cette décoration récompense le mérite des services civils rendus au Chah et à l'Iran, elle possède cinq classes, représentées par le Soleil et le lion debout. La division militaire est décernée par l'ordre de Zulfikar, fondé par Nasseredin Shah (1856), et modifié le 10 avril 1925 par Reza Khan. En 1939, il renomme lordre de la Couronne pour ordre de Tadj.

La dynastie Qajar est remplacée par la dynastie Pahlavi, et l’ordre du Lion et du Soleil renaît sous le nom de l’ordre du Homayoun, avec un insigne de nouveau redessiné.
La fin de tous les ordres intervient avec la révolution iranienne, en 1979.

## Description
L'ordre du Soleil et du Lion est produit en Perse, en Allemagne, en Russie, en France, en Bulgarie et en Autriche.

### Médaillon
|                                                           |  |                                                                                           |
| Ordre du Lion et du Soleil Grand officier Division civile |  | Ordre impérial des Aqdas (Nishan-i-Agdas) Dynastie Qajar Créé par Nasseredin Shah en 1870 |

La médaille centrale représente un Soleil avec, dès 1814 :
- division civile (Nishan-i-hormat) : un lion couché.

(d'Or au lion couchant au soleil levant).
- division militaire (Nishan-i-shuja'at) : un lion debout tenant un sabre (shir-i-istade-ye shamsher-i-berahne dat dastash).

(d'Or au léopard tenant en sa griffe dextre une épée au soleil levant).
Différences notables du médaillon entre les ordres :
- l'ordre du Soleil, 1re classe (Sahib-i-Nishan-i-Khurshid) : il est rond et représente un lever de Soleil (visage).
- l'ordre impérial du Lion et du Soleil, 1re classe (Sahib-i-Nishan-i-u Shir Khurshid) : un soleil au visage humain se levant derrière un lion couché, ou debout tenant un sabre. En 1856, une petite couronne Qajar est ajoutée, et en 1872, elle n'apparait plus.
- l'ordre impérial des Aqdas : il est redessiné dans un travail soigné, avec des rayons solaires plus longs.
- l'ordre du Homayoun: les rayons du Soleil sont droits et épais jusqu'au bord du cercle, avec le lion debout tenant un sabre; le dessin est stylisé.

### Plaque
Elle représente une étoile avec un médaillon central, dont de nombreuses versions (et contrefaçons) existent. Dès 1856 :

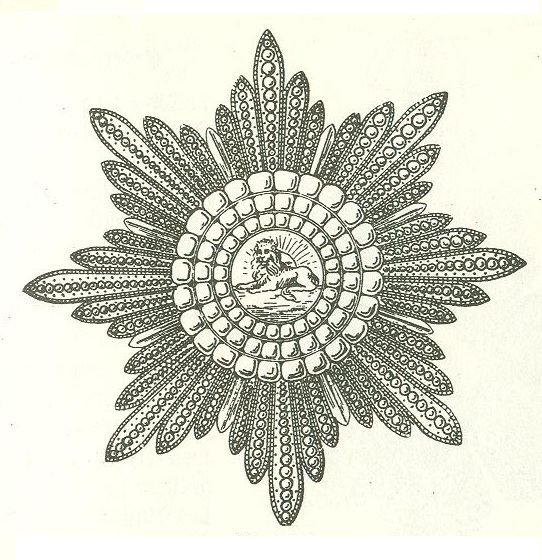
Grand-croix ou 1re classe Division civile
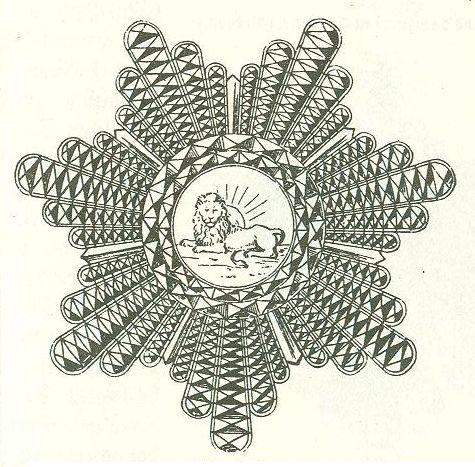
Grand officier ou 2e classe Division civile
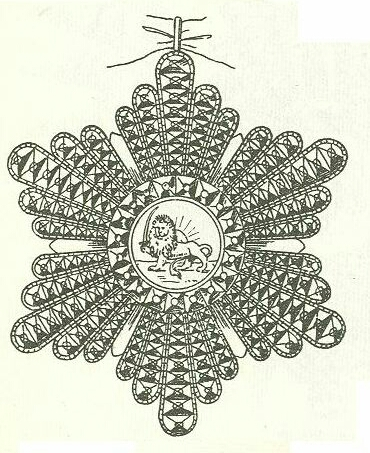
Commandeur ou 3e classe Division militaire
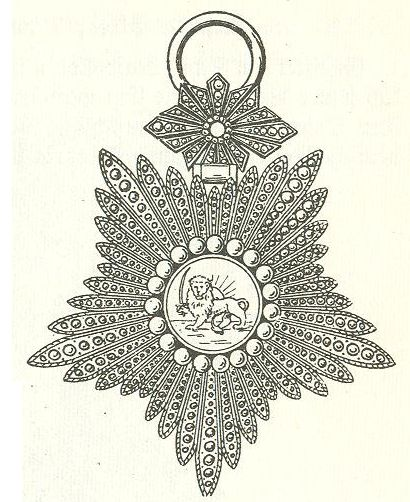
Officier ou 4e classe Division militaire
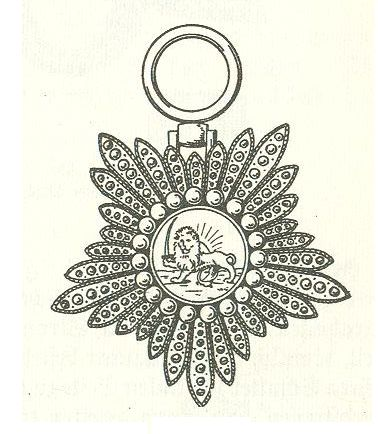
Officier ou 4e classe Division militaire

De grand officier à chevalier, de petits rayons verts, au nombre de branches, sont ajoutés pour différencier les étrangers des sujets du Shah, qui possèdent des rayons bleus.
Ces étoiles sont en argent et comptent, selon les cinq classes, un nombre différent de branches et de rangs de facettes, en 1872 :
- Grand-croix ou 1re classe, 8 branches pointues, 3 rangs centraux) : se porte épinglé sur la poitrine gauche avec un grand cordon.
- Grand officier ou 2e classe, 7 branches arrondies, 2 rangs) : se porte sur la poitrine gauche, avec une étoile identique, plus petite, portée autour du cou sur un ruban.
- Commandeur ou 3e classe, 6 branches, 2 rangs) : surmonté d'une boucle de suspension, se porte en ruban autour du cou.
- Officier ou 4e classe, 5 branches, 1 rang, sur anneau avec un fleuron, se porte en ruban autour du cou.
- Chevalier ou 5e classe, 4 branches, 1 rang, sur anneau avec un demi fleuron, se porte avec un ruban sur barrette sur la poitrine gauche.

L'étoile de l'ordre du Homayoun est simplifiée, plus géométrique.

### Ruban
Dès 1836, le ruban est bleu, pour les souverains, vert, pour les lieutenant-généraux, rouge avec des bordures vertes, pour les majors-généraux, rouge, pour les brigadiers, et blanc, pour les colonels, ou grades équivalents.
En 1856, il y a 8 rubans, bleu clair : souverains, vert : 1er ministre, bleu cobalt, 1re classe : ministres, bleu avec des bordures vertes : commandants, rouge avec des bordures vertes : majors-généraux, rouge avec des bordures blanches : brigadiers-généraux, rouge : brigadiers, et blanc pour les colonels, ou grades équivalents. Pour les étrangers (il y a huit classes), la 3e classe, le ruban est vert foncé et porté autour du cou, la 5e classe il est rouge et porté sur la poitrine gauche, les autres classes ne comportent pas de rubans.
En 1872, le ruban vert est réservé aux étrangers :
| Couleur de ruban réservée aux étrangers, en 1872 |                |            |          |           |                             |
| Grand-croix                                      | Grand officier | Commandeur | Officier | Chevalier | Chevalier Ordre du Homayoun |

Pour l'ordre du Homayoun, des bordures rouges complètent le ruban vert (1939).

## Personnalités
- Ordre du Soleil[13] (Nishan-i-Khurshid) :
  - Charles Mathieu Gardanne : grand ordre en décembre 1807, en tant que Khan
  - Napoléon Ier : grand ordre, en 1808
  - Talleyrand-Périgord, prince de Bénévent : grand ordre, le 4 septembre 1808
  - Hugues Maret, duc de Bassano : grand ordre, le 4 septembre 1808
  - Pierre Amédée Jaubert : grand ordre
- Ordre du Lion et du Soleil[13] (Nishan-i-u Shir Khurshid) :
  - Général Malcolm : grand-croix en juin 1810
  - Napoléon III : grand-croix[14]
  - Sir Gore Ouseley : grand-croix en 1816
  - Édouard, comte de Sercey : grand ordre, en 1850[15]
  - Baron Adolphe de Vrière : grand-croix
  - Léopold Ier de Belgique : grand-croix
  - Léon Janssen : grand-croix
  - Émile Desages
  - Baron F.A. Lambermont : grand-croix en 1866[16]
  - Émile Mellinet : grand-croix en avril 1878
  - Baron Eugène Beyens: grand-croix.
  - Baron Ludovic Moncheur : grand-croix.
  - Lieutenant-général Rouen : (Belgique) grand officier
  - Gabriel Bouffet : grand officier
  - Général Percin : grand officier[17]
  - Comte Paul de Smet de Naeyer, ministre d'État, grand-croix
  - Pascal Coste : en 1840[18]
  - Eugène Beyens (1816-1894) : grand officier en 1866[16]
  - Comte de Bourqueney : 1re classe, 1868
  - François Guizot : 1re classe, en 1868
  - Jules Cloquet : 1re classe, en 1868
  - Baron Haussmann : 1re classe, en 1868
  - Maréchal Comte Randon : 1re classe, en 1868
  - Ernest Le Roy de Boisaumarié : 1re classe, en 1868
  - Édouard Drouyn de Lhuys : 1re classe, en 1868
  - Frédéric Kuhlmann, président de la Chambre de commerce : 2e classe, en 1868
  - Gustave Rouland, trésorier-payeur général : 2e classe, en 1868 (Almanach impérial, 1868)
  - William Edmund Ironside, en 1921
- Ordre du Homayoun (Nishan-i-Humayun), dès 1925 :
  - André Malraux : grand-croix[19]

## Sources
- (en) Persia, The Qajar & Pahlavi Dynasties Orders & Decorations, by Christopher Buyers
- (en) Islamic art in the 19th century : tradition, innovation, and eclecticism. Par Doris Behrens-Abouseif, Stephen Vernoit, 2006 Extrait
- (en) Decorations Encyclopædia Iranica